# Haftująca kobieta
Haftująca kobieta – obraz olejny na płótnie autorstwa Dawida Aleksandra Haltrechta z 1909 roku, o wymiarach 76x66 cm. Znany też pod nazwą Złoty haft. Własność Muzeum Ziemi Kujawskiej i Dobrzyńskiej we Włocławku (nr inw. MK 39505/5699-s).

## Opis
Niniejszy opis oparto na podst. opisu formalnego sporządzonego w 2013 roku przez Krystynę Kotulę, byłą kierowniczkę Zbiorów Sztuki, filii MZKiD we Włocławku.
Jest to portret psychologiczny. Bohaterką jest ciemnowłosa kobieta o śniadej karnacji, siedząca na krześle i haftująca złotą tkaninę. Odziana jest w czarną suknię okrytą czerwonym szalem. Mimo zajęcia, nie patrzy na tkaninę lecz prosto na widza, jej szeroko otwarte oczy sprawiają wrażenie smutnych i nieco obojętnych. Bohaterka ujęta jest na bliskim planie i z boku kompozycji, we wnętrzu pomieszczenia. W tle widać jasną tkaninę we wzory. Obok kobiety stoi stolik, a na nim martwa natura złożona z przyborów do szycia i bukietu fioletowych kwiatów. W przeciwieństwie do realistycznie ujętej postaci, martwa natura namalowana jest w sposób impresyjny. Obraz jest skomponowany tak, że otaczające bohaterkę przedmioty nie odciągają od niej uwagi. Krystyna Kotula zwraca uwagę na żywe, świetliste barwy obrazu oraz umiejętne położenie światła na drugi plan.
Malarstwo Dawida Haltrechta jest słabo zachowane, a Haftująca kobieta jest jedynym zachowanym obrazem tego autora ze wczesnego okresu jego twórczości. Pozostałe dzieła znane są na podstawie czarno-białych reprodukcji zamieszczonych w katalogach. Badacz malarstwa Żydów polskich Jerzy Malinowski przyporządkowuje wczesna dzieła Haltrechta (do 1917 r.) symbolizmowi, w tym także Haftującą kobietę. Zwraca uwagę na symboliczny wyraz tytułów ówczesnych prac autora - Grzech, Miłość, W zielonych refleksach i inne. Krystyna Kotula dodaje, że twórczość Haltrechta można rozpatrywać w kategoriach symbolizmu jak i postimpresjonizmu, korzysta również ze zdobyczy realizmu. Ta sama modelka pozowała malarzowi do obrazów Młodość (ok. 1909), O zmroku (ok. 1911) oraz Portret kobiety (ok. 1909-1911). Widoczna jest też w autoportrecie malarza z 1911 roku, przedstawionego w trakcie malowania jej portretu na płótnie. Kompozycja Portretu kobiety jak i O zmroku ma wiele cech wspólnych ze Złotym haftem - ukazuje modelkę we wnętrzu, siedzącą na krześle i okrytą szalem. Zarówno w Haftującej kobiecie jak i w O zmroku postać umiejscowiono z prawej strony płótna, a jej głowę ułożono en face (w Portrecie kobiety ukazana jest profilem). We wszystkich dziełach da się zauważyć kontrast między realistycznym ujęciem postaci a impresyjnym przedstawieniem rekwizytów. Niektóre przedmioty występują na kilku z wymienionych prac. Krystyna Kotula przychyla się do wniosku Malinowskiego, że bohaterką tych obrazów była najprawdopodobniej żona malarza. Częste przedstawianie przez niego tkanin tłumaczy tym, że w młodości pracował jako tkacz w łódzkiej fabryce. Podkreśla istotną rolę światła we wczesnych pracach Haltrechta, zazwyczaj pochodzącego z dwóch źródeł.

## Historia
Obraz powstał w 1909 roku. W kolejnym roku wystawiono go na Stałej Wystawie Sztuk Pięknych w Łodzi pod tytułem Złoty haft. Następnie jego losy pozostają nieznane aż do schyłku XX wieku. Wtedy to zakupił go prywatny kolekcjoner, zbierający dzieła przedwojennych Żydów polskich celem ocalenia ich od rozproszenia. Zakupiono go od niego w 2009 roku. W tym samym roku obraz pokazano na wystawie pt. Zostały po nich tylko obrazy. Malarstwo Żydów Polskich przed 1939 r., kolejno w Muzeum Nadwiślańskim w Kazimierzu Dolnym, Muzeum Polskim w Rapperswilu i Muzeum Karkonoskim w Szklarskiej Porębie. Następnie dzieło trafiło do Space Gallery w Krakowie, gdzie w latach 2011 i 2013 było eksponowane na dwóch wystawach tematycznych.
Już w 2011 roku Space Gallery zaoferowało sprzedaż dzieła Muzeum Ziemi Kujawskiej i Dobrzyńskiej we Włocławku. Autor urodził się w tym mieście, a jego ojciec był tutejszym rabinem. Zakupu dokonano w październiku 2013 roku ze środków programu Kolekcje Ministerstwa Kultury i Dziedzictwa Narodowego oraz Samorządu Województwa Kujawsko-Pomorskiego.
Od 16 grudnia 2013 roku obraz jest eksponowany w ramach wystawy stałej Galeria Portretu Polskiego w gmachu głównym MZKiD we Włocławku, otwartej w 2009 roku. Ekspozycja ma na celu ukazanie w układzie chronologicznym przemian stylistycznych, jakie zachodziły w malarstwie portretowym od pocz. XIX wieku do dwudziestolecia międzywojennego. Portret autorstwa Haltrechta prezentuje tu nowy typ portretu, łączący wizerunek określonej postaci z malarstwem rodzajowym. Stylistycznie można go przyporządkować do symbolizmu i postimpresjonizmu. Ponadto reprezentuje twórczość lokalnych autorów ze szczególnym uwzględnieniem środowiska żydowskiego.